# Купцов, Геннадий Васильевич (политик)
Геннадий Васильевич Купцов (род. 14 сентября 1940 года, с. Скачиха Ртищевского района Саратовской области) — глава администрации Липецкой области с 1991 по 1992 год.

## Биография
В 1957 году окончил среднюю школу в Баку и поступил учеником плотника на строительство Сумгаитской ТЭЦ.
В 1958 году поступил в Ленинградский металлургический техникум. С 1961 по 1964 год работал на Новолипецком металлургическом заводе подручным сталевара, контролером ОТК, старшим инженером отдела техники безопасности и промсанитарии.
В 1962 году окончил Московский институт стали и сплавов. После его окончания с отличием защитил кандидатскую диссертацию. С 1972 года работал в Липецком политехническом институте ассистентом, старшим преподавателем, затем доцентом кафедры металлургии черных металлов.

### Политическая деятельность
Избирался народным депутатом Липецкого областного Совета народных депутатов от округа № 45, был координатором группы «Демократическая Россия».
23 октября 1991 года указом президента РСФСР назначен главой администрации Липецкой области. Находясь на посту главы администрации, находился в противостоянии с областным советом и мэром Липецка. Поддерживал гайдаровские реформы.
23 декабря 1992 года был освобождён от должности указом Президента Б. Н. Ельцина. Не согласившись с решением, подал иск в суд на президента, требуя восстановления в должности. Решением от 21 сентября 1994 года Московский городской суд отменил решение президента, однако в должности Купцов восстановлен не был, так как новый губернатор области уже был избран. Так Купцов стал первым гражданином России, выигравшим процесс против главы государства.
После отставки работает генеральным директором ООО НПО «Лоза». Выдвигался на пост депутата Государственной Думы, однако собранные им подписи были признаны недействительными.
В 1998 году собирал подписи для участия в выборах губернатора, но баллотироваться не стал.
В 2002 году, также выдвигал свою кандидатуру для участия в выборах Главы администрации Липецкой области, но 14 марта 2002 года ему было отказано в регистрации.
15 июля 2011 года Купцов выступил истцом в Липецком областном суде. В 1976 году он в соавторстве с тремя учёными запатентовал изобретение «Устройство для защиты жидкого металла от взаимодействия с окружающей средой», которое по словам истца использовалось на НЛМК с 1992 года. Геннадий Купцов потребовал с НЛМК авторское вознаграждение в сумме 227 939 772 584 рубля. Однако, доказать использование изобретения комбинатом Купцову не удалось.